# Mark McKerracher
Mark McKerracher (Pasadena, 21 febbraio 1956) è un attore e baritono statunitense, noto soprattutto per come interprete di musical.

## Carriera
Ha recitato in numerosi musical a Broadway, a Londra e in diversi tour britannici e statunitensi. Tra le sue numerose apparizioni teatrali si ricordano: Sette Spose Per Sette Fratelli (Broadway, 1982), Les Misérables (tour statunitense, 1990; Broadway, 1993; Londra, 1994), Il fantasma dell'Opera (Manchester, 1995; Edimburgo, 1996), Cats (Londra, 1998), Sunset Boulevard (Cork, 2004), Behind The Iron Mask (Londra, 2005), Sunday in the Park with George (Londra, 2006), The Bodyguard (Londra, 2012), Sweeney Todd (Londra, 2014), Elf (Londra, 2015) e 42nd Street (Londra, 2017).

## Filmografia parziale

### Cinema
- La tigre e la neve di Roberto Benigni (2005)
- Vi presento Christopher Robin (Goodbye Christopher Robin), regia di Simon Curtis (2017)

### Televisione
- Ultimate Force - serie TV, 1 episodio (2006)